# Van Dedem
Van Dedem (ook: Van Dedem van Driesberg) is een oud-adellijke, van oorsprong Bentheimse, later Nederlandse familie die sinds 1814 tot de moderne Nederlandse adel behoort.

## Geschiedenis
De stamreeks begint met Arnold van Dedem, ridder, burgman te Bentheim, die tussen 1272 en 1300 vermeld wordt. Sinds het midden van de zestiende eeuw zijn leden ervan in de Noordelijke Nederlanden gevestigd en hadden zitting in de besturen van Zwolle en Harderwijk.
Bij Keizerlijk decreet van 13 maart 1811 van keizer Napoleon I werd aan Frederik Gijsbert van Dedem, heer van de Gelder, de titel comte de l'Empire verleend. Bij Souverein Besluit van 28 augustus 1814 werden leden benoemd in de Gelderse en Overijsselse ridderschappen, daarna nog in 1816; erkenning van of met de hun vanouds competerende titel van baron op allen vond plaats in 1822, 1870, 1873 en 1874.

## Enkele telgen

### Oudste generaties
Coenraad van Dedem, heer van Esche, langs moederskant een kleinzoon van Alijd van Keppel, wordt vermeld tussen 1538 en 1557 en was onder andere gegoed te Oldenzaal. Zijn zoon Gijsbert († 1606) werd burger van Zwolle en trouwde met Christina van Haersolte († 1624). Drie van hun achterkleinzonen werden de stamvaders van de drie onderscheiden takken.

#### Enkele telgen
Coenraad van Dedem, heer van Esche
- Gijsbert van Dedem († 1606), burger van Zwolle
  - Coenraad van Dedem (1574-1638), schepen en raad van Harderwijk, in de Ridderschap van Veluwe
    - Gijsbert van Dedem (1612-1672), onder andere burgemeester van Zwolle
      - Coenraad Willem van Dedem (1644-1714), stamvader van de tak van de Gelder
      - Willem Jan van Dedem (1656-1738), stamvader van de tak Driesberg, de Berg en Rollecate
      - Alexander van Dedem (1658-1741), stamvader van de tak Vosbergen

### Tak van de Gelder

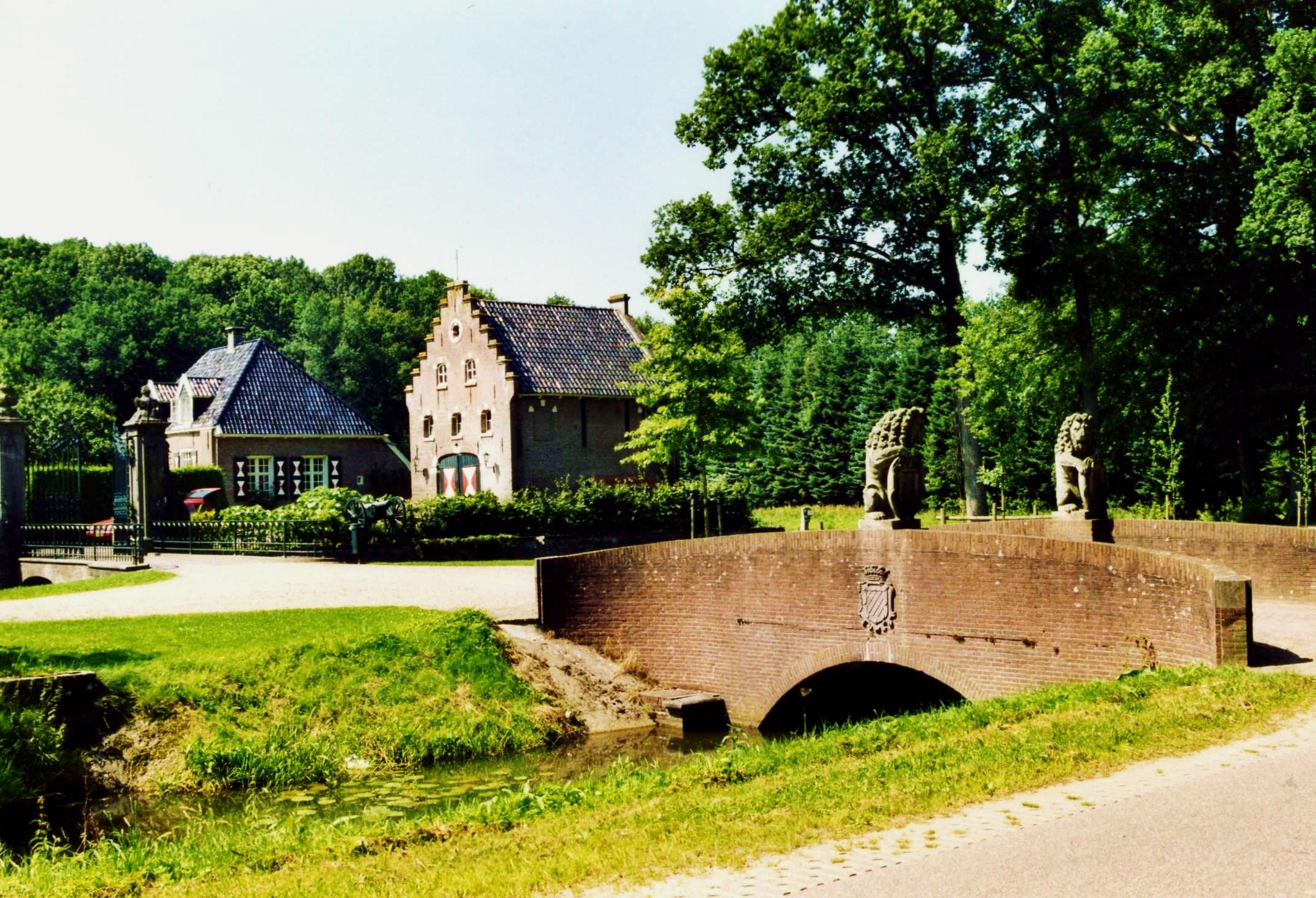
Toegangsbrug met koetshuis en bouwhuis van De Gelder

Deze tak ontstond door de aankoop in 1683 van de havezate De Gelder in Wijhe door Coenraad Willem van Dedem (1644-1714). Deze tak stierf in 1860 uit waarna het huis overging naar het geslacht Van Knobelsdorff. Deze tak telde militairen en tot slot een grootmeesteres.

#### Enkele telgen
- Coenraad Willem van Dedem, heer van De Gelder (1644-1714), door koop sinds 1683 heer van De Gelder, luitenant-generaal, in de Ridderschap van Overijssel
  - Gijsbert van Dedem, heer van De Gelder en Windesheim (1686-1738), in de Ridderschap van Overijssel, lid Gedeputeerde Staten, dijkgraaf
    - Anthony van Dedem, heer van De Gelder (1715-1794), in de Ridderschap van Overijssel, lid Gedeputeerde Staten
      - Jhr. Frederik Gijsbert van Dedem, heer van De Gelder, Peckendam, Krytenberg en Hachmeule (1743-1820), in de Ridderschap van Overijssel, ambassadeur, senator van het Franse Keizerrijk, sinds 1814 lid van de Ridderschap van Overijssel waardoor hij en zijn nageslacht in de Nederlandse adel werden opgenomen
        - Jkvr. Johanna Philippina Hermanna van Dedem, vrouwe van De Gelder (1772-1860), grootmeesteres van prinses Anna Paulowna, laatste telg van deze tak; zij trouwde in 1791 met Friedrich Wilhelm Ernst von Knobelsdorff (1752-1820), luitenant-generaal en diplomaat, en na het overlijden van de vrouwe van De Gelder ging de havezate over op de familie Van Knobelsdorff
        - (Jhr.) Anthony Boldewijn van Dedem, heer van De Gelder (1774-1825), diplomaat en luitenant-generaal in Franse dienst waardoor hij van zijn Nederlandse rechten, waaronder adeldom, vervallen werd verklaard

### Tak Driesberg, den Berg en Rollecate

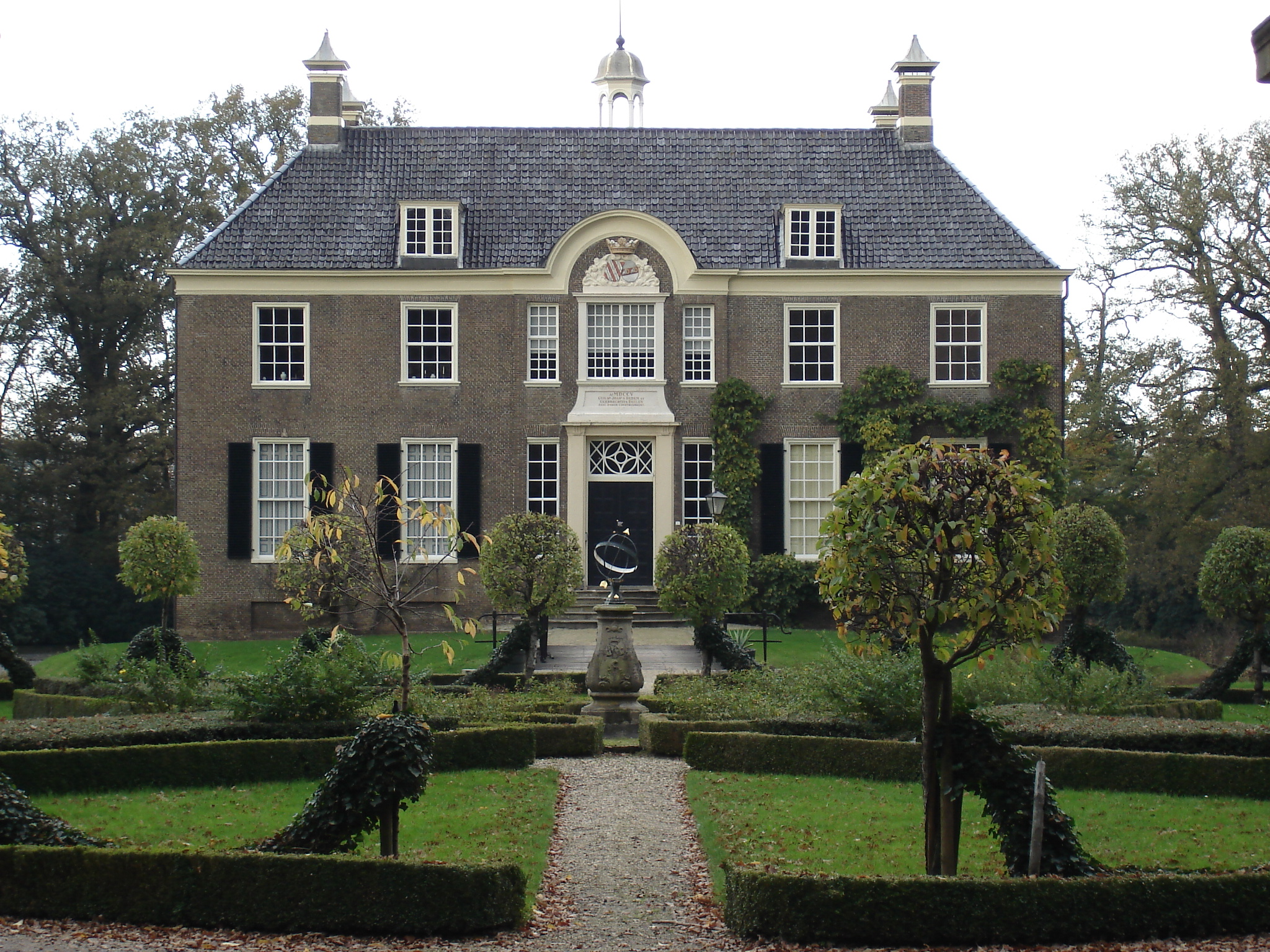
Den Berg (2005)

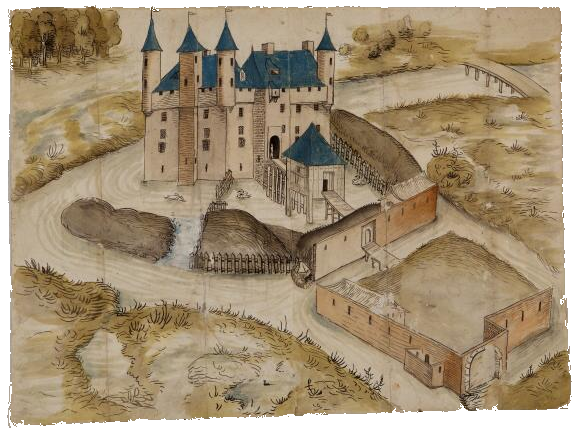
Huis Driesberg (1555)

Deze tak ontstond door aankoop van havezate Den Berg in 1700 door  Willem Jan van Dedem (1656-1738), die er samen met zijn vrouw Gerbregt van Delen een nieuw huis voor in de plaats liet bouwen dat nog steeds in het bezit van de familie is. Later kwamen Huis Driesberg (koop: 1753) en Rollecate (door huwelijk: 1727) in deze tak. Na het uitsterven van de tak Vosbergen kwam ook dat laatste huis in deze tak en bleef ook tot nu toe in deze tak. Ook De Colckhof kwam in deze tak en bleef dat tot eind 20e eeuw toen het in een stichting werd ondergebracht. Deze tak leverde vele bestuurders op lokaal, provinciaal en nationaal niveau als ook hofdienaren. Deze tak levert als enige bloeiende ook het hoofd van het geslacht.

#### Enkele telgen
Willem Jan van Dedem, heer van den Berg, Maurik, Oldenaller en Hoevelaken (1656-1738), officier, in de Ridderschap van Overijssel en Veluwe; trouwde in 1690 met Gerbregt van Delen, vrouwe van Maurik en Oldenaller (1600-1733)
- Gijsbert Willem van Dedem, heer van Driesberg (1697-1762), kocht Driesberg op 22 oktober 1753, in de Ridderschap van Overijssel 1721 tot zijn verbanning op 14 juli 1754, vluchtte in 1752 tezamen met zijn zoon Willem Jan naar Kleef wegens doodslag op hun jachtopziener Jan Kramer; trouwde in 1727 met Theodora Judith Margriet van Isselmuden, vrouwe van Rollecate (1706-1776)
  - Willem Jan van Dedem, heer van Maurik (-1768), Hoevelaken (-1765), van Driesberg, Kessel en Mook (1728-1806), in de Ridderschap van Veluwe
    - Willem Carel van Dedem, heer van Driesberg (1755-1798/1800)
      - Coenraad Johan van Dedem van Driesberg (1783-1852), schout en secretaris van Putten, was geen heer meer van Driesberg maar nam de familienaam Van Dedem van Driesberg aan
        - Willem Karel Jan baron van Dedem (1808-1887), luitenant-generaal  en hofdienaar; trouwde in 1838 met Anna Philippina Catharina barones Sloet (1816-1864), dochter van Catharina Elisabeth Louise barones Sloet-barones van Dedem, vrouwe van Zwanenburg (1778-1851), waardoor Vosbergen in deze tak kwam
          - Mr. Willem Karel baron van Dedem, heer van Vosbergen (1839-1895), advocaat en liberaal politicus voor de Liberale Unie, burgemeester van Hoorn
          - Catharina Elisabeth Boldewina barones van Dedem (1842-1912), publiciste; trouwde in 1871 met William Edward Hartpole Lecky (1838-1903), historicus
          - Pauline Theodora barones van Dedem, vrouwe van Vosbergen (1846-1931), grootmeesteres van koningin Emma; trouwde in 1895 met jhr. mr. Willem Hendrik de Beaufort (1844-1900), onder andere lid van de Tweede Kamer der Staten-Generaal

  - Jhr. Coenraad Willem van Dedem, tot de Rollecate en den Berg (1738-1816), in de Ridderschap van Overijssel, drost van Haaksbergen en van Vollenhove
    - Jkvr. Geertruid Agnes van Dedem (1774-1858); trouwde in 1807 met jhr. Aalt Willem van Holthe (1780-1854), burgemeester, verwierf de havezate Oldengaerde
    - Mr. Willem Jan baron van Dedem, heer van de Rollecate (1776-1851), rechtbankpresident, verantwoordelijk voor de vervening van grote delen van Noord-Oost-Overijssel en Zuid-Oost-Drenthe, en naar hem zijn het kanaal de Dedemsvaart en de plaats Dedemsvaart vernoemd
      - Catharina Susanna Leonora barones van Dedem (1806-1876); trouwde in 1833 met mr. Onno Zwier van Sandick (1805-1883), burgemeester
      - Mr. Coenraad Willem baron van Dedem, heer van de Rollecate (1811-1870), burgemeester van Avereest en Nieuwleusen, en lid van Provinciale Staten van Overijssel
        - Mr. Willem Jan baron van Dedem, heer van de Rollecate (1853-1922), lid van Provinciale en Gedeputeerde Staten van Overijssel

    - Mr. Jan Arend Godert baron van Dedem (1780-1824), lid van Provinciale en Gedeputeerde Staten van Gelderland
    - Jkvr. Johanna Theodora van Dedem (1790-1878); trouwde in 1820 met Louis Rhijnvis Feith (1783-1845), eigenaar van Den Aalshorst dat zijn weduwe naliet aan haar neef  mr. Godert Willem van Dedem (1840-1911)
    - Mr. Godert Willem baron van Dedem, heer van den Berg (1791-1866), id van Provinciale Staten van Overijssel
      - Ir. Coenraad Willem baron van Dedem (1832-1916), ingenieur, kocht in 1868 de havezate Den Alerdinck
        - Mr. Godert Willem Theodoor baron van Dedem (1866-1949), burgemeester van Dalfsen
          - Mr. Alexander baron van Dedem (1896-1983), lid gemeenteraad en wethouder van Dalfsen, dijkgraaf, oprichter van de Van Dedem-Den Berg Stichting, waarin huis Den Berg dat hij tot zijn overlijden beheerde is ondergebracht
          - Mr. Coenraad Willem baron van Dedem (1902-1985), jurist
            - Godert Willem baron van Dedem (1927-1978), onder andere burgemeester van Boskoop
              - Mr. Coenraad Willem baron van Dedem (1956), werkzaam AMEV, chef de famille

            - Mr. Willem baron van Dedem (1929-2015), medeoprichter en aandeelhouder UTA en voorzitter van de raad van toezicht van TEFAF; legateerde enkele belangrijke schilderijen (o.a. van Adriaen Coorte) aan de National Gallery in Londen

          - Ir. Jan Willem Claude baron van Dedem (1905-1980), ingenieur
            - Christine Carina barones van Dedem (1932); trouwde in 1956 met Hector Livius Sixma baron van Heemstra (1921-2001), burgemeester

        - Frederik Karel baron van Dedem (1873-1959), directeur postkantoor, kocht in 1907 huis De Colckhof
          - Gerbrecht Elisabeth barones van Dedem (1916-2008), laatste bewoonster van De Colckhof, bracht het huis onder in Stichting De Colckhof die het na haar overlijden beheert nadat zij in 1986 het grootste deel had verkocht aan de Vereniging Natuurmonumenten; trouwde in 1947 met dr. Feyo Schelto Sixma baron van Heemstra (1916-1999), vertaler en schrijver onder de naam Homme Eernstma

      - Alexander baron van Dedem (1838-1931), Tweede Kamerlid en leider van de Anti-Revolutionaire Partij
        - Mr. Alexander baron van Dedem (1867-1912), burgemeester
          - Godert Willem baron van Dedem, heer van Vosbergen (1902-2002), officier, bewoner van huis Den Berg, erfde in 1936 van zijn verwante Vosbergen
            - Geertruid Agnes barones van Dedem (1929); trouwde in 1952 met mr. Heike Maarten Albert Kamerlingh Onnes (1924-2001), advocaat, voorzitter van de Executive Committee of the Union of European Historic Houses Associations en algemeen secretaris van de Stichting tot Behoud van Particuliere Historische Buitenplaatsen, bewoners van kasteel Vosbergen

      - Mr. Godert Willem van Dedem (1840-1911), Tweede Kamerlid namens de antirevolutionairen, sinds 1878 eigenaar van Den Aalshorst

### Tak Vosbergen

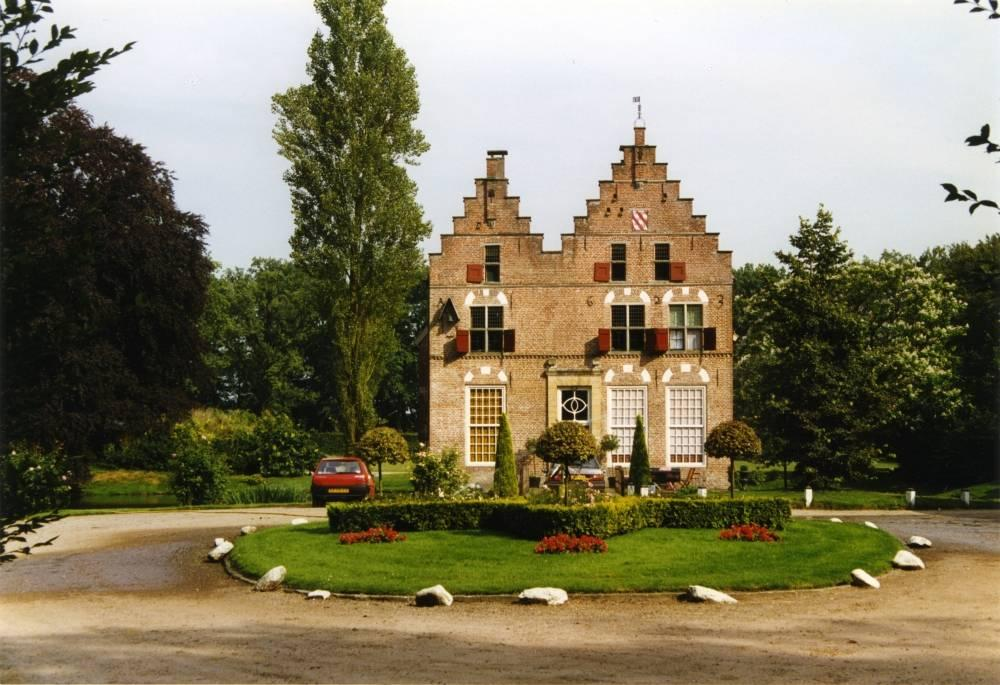
Kasteel Vosbergen

Deze tak verkreeg in de 1715 door koop het Kasteel Vosbergen en behield het tot 1837 waarna het naar de jongere tak Den Berg overging.  Deze tak leverde bestuurders en militairen en stierf in 1851 uit.

#### Enkele telgen
Alexander van Dedem, heer van Oldenborch, Vosbergen en Werfhorst (1658-1741), in de Ridderschap van Veluwe, schepen en burgemeester van Harderwijk
- Gijsbert Frederik van Dedem, heer van Vosbergen (1698-1763), in de Ridderschap van Veluwe, drost van Wageningen
  - Johan Albert baron van Dedem, heer van Vosbergen en Zwanenburg (1748-1827), luitenant-kolonel, lid Provinciale Staten van Gelderland
    - Gijsbert Frederik Arnold Willem baron van Dedem, heer van Vosbergen (1776-1837), dijkgraaf en laatste heer van Vosbergen uit deze tak
    - Catharina Elisabeth Louise barones van Dedem, vrouwe van Zwanenburg (1778-1851), laatste telg van deze tak;  trouwde in 1800 met Boldewijn Reint Wolter baron Sloet, heer van Hagensodrp (1773-1863), belastinginspecteur en landcommandeur van de Duitse Orde
      - Anna Philippina Catharina barones Sloet (1816-1864); trouwde in 1838 met Willem Karel Jan baron van Dedem (1808-1887), luitenant-generaal en hofdienaar uit de Tak Den Berg waardoor Vosbergen in die laatste tak kwam